# Guido Rancez
Guido Rancez (San Justo, Provincia de Santa Fe, Argentina; 30 de marzo de 1990) es un futbolista argentino. Juega como mediocampista por izquierda y su primer equipo fue Unión de Santa Fe. Actualmente milita en Hamar Hveragerði de la 4. deild karla de Islandia.

## Clubes
| Club                   | País      | Año       |
| ---------------------- | --------- | --------- |
| Unión de Santa Fe      | Argentina | 2009      |
| Colón de San Justo     | Argentina | 2010-2011 |
| Santa Fe FC            | Argentina | 2012      |
| Villa San Carlos       | Argentina | 2012-2014 |
| Alianza Coronel Moldes | Argentina | 2014      |
| Atlético Paraná        | Argentina | 2015-2017 |
| Ferro de General Pico  | Argentina | 2017-2018 |
| Santamarina de Tandil  | Argentina | 2018-2019 |
| Chaco For Ever         | Argentina | 2019-2020 |
| Ghilarza               | Italia    | 2021-2023 |
| Hamar Hveragerði       | Islandia  | 2023      |
| Colón de San Justo     | Argentina | 2023-2024 |
| Hamar Hveragerði       | Islandia  | 2024-Act. |

### Estadísticas
- Actualizado al 11 de febrero de 2024

| Club                       | Div.                | Temporada           | Liga | Liga | Copa Nacional | Copa Nacional | Copa Internacional | Copa Internacional | Total | Total |
| Club                       | Div.                | Temporada           | PJ   | G    | PJ            | G             | PJ                 | G                  | PJ    | G     |
| -------------------------- | ------------------- | ------------------- | ---- | ---- | ------------- | ------------- | ------------------ | ------------------ | ----- | ----- |
| Villa San Carlos Argentina |                     |                     |      |      |               |               |                    |                    |       |       |
| 3.ª                        | 2012/13             | 38                  | 2    | -    | -             | -             | -                  | 38                 | 2     |       |
| 2.ª                        | 2013/14             | 17                  | 0    | 1    | 0             | -             | -                  | 18                 | 0     |       |
| Total                      | Total               | 55                  | 2    | 1    | 0             | -             | -                  | 56                 | 2     |       |
| Alianza (CM) Argentina     |                     |                     |      |      |               |               |                    |                    |       |       |
| 4.ª                        | 2014                | 13                  | 3    | 3    | 0             | -             | -                  | 16                 | 3     |       |
| Total                      | Total               | 13                  | 3    | 3    | 0             | -             | -                  | 16                 | 3     |       |
| Atlético Paraná Argentina  |                     |                     |      |      |               |               |                    |                    |       |       |
| 2.ª                        | 2015                | 16                  | 1    | -    | -             | -             | -                  | 16                 | 1     |       |
| 2.ª                        | 2016                | 6                   | 0    | -    | -             | -             | -                  | 6                  | 0     |       |
| 2.ª                        | 2016/17             | 21                  | 1    | -    | -             | -             | -                  | 21                 | 1     |       |
| Total                      | Total               | 43                  | 2    | -    | -             | -             | -                  | 43                 | 2     |       |
| Ferro (GP) Argentina       |                     |                     |      |      |               |               |                    |                    |       |       |
| 3.ª                        | 2017/18             | 24                  | 0    | 2    | 0             | -             | -                  | 26                 | 0     |       |
| Total                      | Total               | 24                  | 0    | 2    | 0             | -             | -                  | 26                 | 0     |       |
| Santamarina Argentina      |                     |                     |      |      |               |               |                    |                    |       |       |
| 2.ª                        | 2018/19             | 9                   | 2    | -    | -             | -             | -                  | 9                  | 2     |       |
| Total                      | Total               | 9                   | 2    | -    | -             | -             | -                  | 9                  | 2     |       |
| Chaco For Ever Argentina   |                     |                     |      |      |               |               |                    |                    |       |       |
| 3.ª                        | 2019/20             | 10                  | 1    | 2    | 0             | -             | -                  | 12                 | 1     |       |
| Total                      | Total               | 10                  | 1    | 2    | 0             | -             | -                  | 12                 | 1     |       |
| Ghilarza · Italia          |                     |                     |      |      |               |               |                    |                    |       |       |
| 5.ª                        | 2021/22             | ?                   | ?    | -    | -             | -             | -                  | ?                  | ?     |       |
| 5.ª                        | 2022/23             | ?                   | ?    | -    | -             | -             | -                  | ?                  | ?     |       |
| Total                      | Total               | ?                   | ?    | -    | -             | -             | -                  | ?                  | ?     |       |
| Hamar Hveragerði Islandia  |                     |                     |      |      |               |               |                    |                    |       |       |
| 5.ª                        | 2023                | ?                   | ?    | -    | -             | -             | -                  | ?                  | ?     |       |
| 5.ª                        | 2024                | ?                   | ?    | -    | -             | -             | -                  | ?                  | ?     |       |
| Total                      | Total               | ?                   | ?    | -    | -             | -             | -                  | ?                  | ?     |       |
| Colón (SJ) Argentina       |                     |                     |      |      |               |               |                    |                    |       |       |
| 4.ª                        | 2023/24             | 13                  | 2    | -    | -             | -             | -                  | 13                 | 2     |       |
| Total                      | Total               | 13                  | 2    | -    | -             | -             | -                  | 13                 | 2     |       |
| Total en su carrera        | Total en su carrera | Total en su carrera | 167  | 12   | 8             | 0             | -                  | -                  | 175   | 12    |

## Palmarés
| Título                  | Club             | País      | Año  |
| ----------------------- | ---------------- | --------- | ---- |
| Primera B Metropolitana | Villa San Carlos | Argentina | 2013 |